# Zingiber brevifolium
Zingiber brevifolium là một loài thực vật có hoa trong họ Gừng. Loài này được Nicholas Edward Brown miêu tả khoa học đầu tiên năm 1886.

## Mẫu định danh
Mẫu định danh: Bull W. s. n. do nhà thực vật học người Anh William Bull (1828-1902) đưa từ Philippines về ngày 4 tháng 8 năm 1886. Mẫu holotype lưu giữ tại Vườn Thực vật Hoàng gia tại Kew (K).

## Phân bố
Loài này có tại Philippines.

## Mô tả
Cây cao khoảng 30 cm, hoàn toàn nhẵn nhụi. Phần dưới thân không lá, với 3-4 bẹ tù, màu ánh đỏ xỉn trên phần gốc, phần có lá từ phía trên điểm giữa thân. Lá ít, 3-5 (có thể hơn ở những cây khỏe), thân màu xanh lục, các bẹ rời hoặc ôm lấy, không cuống, phiến lá thuôn dài-hình mác hoặc hình elip, nhọn, 6,3-10 x 3,1-4,4 cm, đáy thuôn tròn đôi khi gần nhọn, mặt trên màu xanh lục sẫm, mặt dưới màu xanh lục ánh xám. Cành hoa bông thóc không cuống, ở đầu cành, hình thoi, dài 6,3-7,5 cm, rộng 1,5-1,7 cm. Lá bắc áp ép, thuôn dài, rộng đầu, với phiến thô sơ hình mác nhỏ phát sinh từ khía chữ V hoặc các lá bắc trên đơn giản chỉ là nhọn, các sọc màu da cam-vàng với 2 hoa màu đỏ. Các lá bắc trong thuôn dài-hình mác, nhọn, dài 1,9 cm, rộng 0,6-0,8 cm, dạng màng. Đài hoa như màng, dạng mo, dài 1,9-2,5 cm. Hoa màu vàng, ống tràng dài đến 3,2 cm, thò ra, thanh mảnh, cong phía trên. Cánh hoa thẳng-hình mác nhọn thon, dài 1,7-1,9 cm, 2 cánh phía dưới hợp sinh tới gần nửa chiều dài. Cánh môi dài 1,5-1,7 cm, 3 thùy; các thùy bên cong lưỡi liềm-thuôn dài, tù; thùy giữa hình mác nhọn, dài gấp đôi các thùy bên. Bao phấn với mỏ cong dài 0,8 cm.

## Lưu ý
Năm 1899, Karl Moritz Schumann mô tả một loài mới tại đảo New Guinea và cũng đặt danh pháp cho nó là Zingiber brevifolium. Danh pháp này hiện chưa dung giải được . Mẫu định danh: Lauterbach C.A.G. 1596 do nhà thực vật học người Đức Carl Adolf Georg Lauterbach (1864-1937) đưa từ Kaiser Wilhelmsland về. Mẫu holotype lưu giữ tại Vườn Thực vật và Bảo tàng Thực vật Berlin thuộc Đại học Tự do Berlin (B).